# Хшипсько-Велике
Хшипсько-Велике (пол. Chrzypsko Wielkie, нім. Seeberg) — село в Польщі, у гміні Хжипсько-Велике Мендзиходського повіту Великопольського воєводства.
Населення — 979 осіб (2011).
У 1975-1998 роках село належало до Познанського воєводства.

## Демографія
Демографічна структура станом на 31 березня 2011 року:
|          | Загалом | Допрацездатний вік | Працездатний вік | Постпрацездатний вік |
| -------- | ------- | ------------------ | ---------------- | -------------------- |
| Чоловіки | 473     | 91                 | 345              | 37                   |
| Жінки    | 506     | 111                | 324              | 71                   |
| Разом    | 979     | 202                | 669              | 108                  |